# ハタイ国

ハタイ国
Hatay Devleti（トルコ語）
État du Hatay（フランス語）
دولة حطاي（アラビア語）

国歌: İstiklâl Marşı（トルコ語）
独立行進曲

フランス委任統治領シリア。桃色左上がアレクサンドレッタ県。

ハタイ共和国は、1938年から1939年にかけて、現在のトルコ共和国のハタイ県の範囲にあった、トルコ系の短命国家である。

## 歴史

### 独立まで
第一次世界大戦までは、オスマン帝国のハレプ州の一部であった。
ムドロス休戦協定で、アレクサンドレッタ県は、アナトリアに進んだフランス軍に占領された。1921年10月のアンカラ条約でシリア領内に置かれた。しかし、特別自治区として、トルコの文化が尊重された。

### 独立
1936年のシリア独立にあたって、フランスは、ハタイを自治州ではなくシリアの一部としたが、トルコ政府は抗議し、国際連盟に訴えた。ムスタファ・ケマル・アタテュルクがフランス大使に独立を強く訴えた結果、同年10月にフランスはこれを承認し、シリア独立と共にハタイも自治州として独立した。その後、1937年には国際連盟もこれを承認した。

### 共和国時代
ハタイ独立後、議会選挙が行われたものの、これの監督がフランス軍であることに対し、トルコ政府はシュキュル・カナトル大佐率いるトルコ軍を派遣した。結果、1937年8月の議会選挙で、トルコ人が多数派を獲得し、1938年9月2日にハタイ共和国が建国され、大統領も選出された。
共和国の独自通貨は発行されずシリアポンド、引き続いてトルコリラが通用した。切手については、当初、トルコ共和国の切手にHATAY DEVLETİの文字が加刷されたものが用いられたが、1939年に独自の切手が発行された（図柄は5種で、ハタイの国旗・ハタイの地図・ハタイの郵便局・アンティオキアの城塞・アンティオキアのライオン）。なお、トルコ共和国への編入に際して、ハタイの切手にはTC ilhak tarihi 30-6-1939の加刷がなされ、しばらくの間通用していた。

### 編入
共和国の建国後も、トルコ人が議会の多数派であることは変わらなかった。ハタイ編入を強く望んでいたムスタファ・ケマルの死去後、1939年6月29日のハタイ共和国議会の決議をもって、1939年7月7日にトルコへ編入された。ハタイ共和国は、ハタイ県に取って代わられる形で崩壊した。

### その他
1989年に公開された映画「インディ・ジョーンズ/最後の聖戦」のクライマックスはハタイが舞台となっている。